# Edpercivalia spaini
Edpercivalia spaini là một loài Trichoptera trong họ Hydrobiosidae. Chúng phân bố ở miền Australasia.